# Pseudophilanthus tsavoensis
Pseudophilanthus tsavoensis là một loài ong trong họ Melittidae. Loài này được Strand miêu tả khoa học đầu tiên năm 1920.